# Тадж Хайдер
Тадж Хайдер (урду: تاج حيدر; 8 березня 1942, Кота — 8 квітня 2025) — пакистанський лівий політик, різнобічний науковець, математик, драматург, націоналістичний активіст і марксистський інтелектуал. Один із засновників Пакистанської народної партії (ПНП) та її генеральний секретар з 2010 року.
Математик за фахом, у 1970-х роках забезпечив керівництво секретними проєктами зі створення атомної бомби в рамках ядерної програми Пакистану. Також знаний написанням політичних п'єс для Пакистанського телебачення (PTV) у 1979—1985 роках.

## Біографія

### Освіта
Народився 8 березня 1942 року в Коті (Раджастан, Британська Індійська Імперія), в освіченій родині. Його сім'я переїхала до Пакистану після поділу Індії 1947 року. Закінчивши місцеву середню школу, 1959 року вступив до Університету Карачі. 1962 року здобув ступінь бакалавра (з відзнакою) з математики.
1965 року закінчив магістратуру і влаштувався викладати математику в місцевому коледжі, а потім перейшов до Університету Карачі. У своїй науковій та педагогічній діяльності зосередився на диференціальних рівняннях та питаннях багатовимірного числення.

### Пакистанська партія. Ядерна програма
На соціалістичному з'їзді 1967 року став одним із засновників Пакистанської народної партії (ПНП), рішуче підтримавши лівоорієнтовану філософію змін партійного лідера Зульфікара Алі Бхутто. З приходом ПНП і Бхутто до влади у 1970-х роках грав важливу роль у формулюванні державної політики Пакистану з розробки ядерної зброї.

### Сценарист на телебаченні
Після військового перевороту, який скинув прем'єр-міністра Бхутто, Хайдер відмежувався від політики, але залишався членом Пакистанського математичного товариства і 1979 року почав писати політичні драми для Пакистанського телебачення (PTV). Ці постановки транслювалися до 1985 року, коли автор відновив свій зв'язок з опозиційною ПНП.
У 1990—2000 роках брав участь у промислових проєктах, ініційованих урядами ПНП (починаючи з Беназір Бхутто), як-от створення важкого механічного комплексу (HMC) та греблі на річці Хуб, а також у соціальних програмах. 2001 року повернувся до своєї літературної діяльності й на телебачення, написавши сценарії двох політичних серіалів 2003 року для PTV. 2006 року вшанований нагородою PTV за найкращий сценарій серіалу драматурга.

### Повернення до політики
2004 року повернувся в політику на противагу президенту Первезу Мушаррафу, зокрема щодо проблеми поширення ядерної зброї. Він різко критикував США за санкції на дослідницьку лабораторію Абдул Кадир Хана, ставши разом з Разой Раббані одним з відомих пакистанських політиків, які висловили невдоволення США. Зрештою, закликав до парламентського розслідування цих питань і поставив питання про причетність президента генерала Первеза Мушаррафа до справи про поширення ядерної зброї.
2012 року нагороджений президентом Асіфом Зардарі орденом Сітара-е-Імтіаз за заслуги перед національними проєктами створення атомної бомби та за зусилля в галузі державної політики. 2013 року, вже як генсеком ПНП, призначений медіакоординатором в уряді провінції Сінд.

## Публіцистика та філософія
Багато писав про проблеми ядерної політики, ліві ідеї, літературну та політичну філософію. Його останні роботи містять обґрунтування соціал-демократичного курсу в країні. У літературних і політичних колах писав критичні статті проти військової диктатури, особливо політики, яку проводив правий консервативний президент генерал Зія-уль-Хак у 1980-х роках.